# Физика (Аристотель)
«Физика» (греч. Φυσικά) — фундаментальный трактат Аристотеля, заложивший основы физики как науки (в доклассическом, доньютонианском смысле). Трактат состоит из 8 книг, где физика впервые рассматривается не как учение о природе, а как наука о движении, категория которого подразумевает время, пустоту и место.

## Содержание
В первой книге Аристотель полемизирует с элеатами (Парменид и Мелисс), утверждавшими невозможность движения, ибо, по их мнению, из ничего ничто не возникает. Аристотель в конце книги как раз допускает возникновение сущего из не-сущего, для обоснования этого тезиса он вводит различие между возможностью и действительностью, а также между формой и материей.
Во второй книге Аристотель обращается к природе (греч. Φύση) и доказывает, что в природе содержатся начала движения и покоя. Он противопоставляет её искусству и усматривает в ней начала материи и формы. Далее он излагает учение о четырёх причинах и отделяет случайное от самопроизвольного.
В третьей книге Аристотель переходит к основному содержанию, отождествляя природу с движением, после чего именно движение (греч. κίνησις) становится основной темой его рассуждения. Движение является переходом возможности в действительность и тесно связано с понятиями времени, места и пустоты. Аристотель заканчивает книгу рассмотрением бесконечности.
В четвёртой книге Аристотель рассматривает перемещение как основной вид движения, важным фактором которого является место. Пустоту (греч. κενόν) и хаос он также рассматривает как разновидность места (греч. τόπος). Однако, пустоту Аристотель не считал действительно существующей. Любое место характеризуется тремя измерениями: длиной, шириной и глубиной. При этом Аристотель различает понятия тела (греч. σῶμα) и места, поскольку тело может уничтожиться, а место нет. Предельным местом всех вещей является небо, которое отождествляется со Вселенной. Также Аристотель замечает, что простые элементы обладают стремлением: так огонь стремится вверх, а земля — вниз. Заканчивает 4-ю книгу Аристотель рассуждением о времени. Он опровергает тех, кто отождествляет время с движением, поскольку движение может увеличиваться или замедляться, тогда как время всегда постоянно, тем не менее, если нет изменения, то нет и движения. «Время есть число движения» (греч. ὁ χρόνος ἀριθμός ἐστιν κινήσεως), заявляет Аристотель (IV,11).
В пятой книге Аристотель рассматривает такие виды движения как возникновение и уничтожение. Разбирая философские категории, он замечает, что не ко всем из них можно применить движение, но только для качества, количества и места.
В шестой книге Аристотель утверждает непрерывность времени и заочно полемизирует по этому поводу с Зеноном. Он утверждает, что движение существует, кроме того существует бесконечное движение, если оно идет по кругу .
В седьмой книге Аристотель утверждает существование Перводвигателя, поскольку всякое движение должно чем-то инициироваться. Первое движение Аристотель называет перемещением (греч. φορᾶς) и насчитывает 4 его вида: притяжение, толкание, несение, вращение.
В восьмой книге Аристотель ставит вопрос о вечности движения и приходит к парадоксам. Тем не менее, он полагает, что причиной вечного кругового движения должен быть неподвижный Перводвигатель (греч. πρώτως κινοῦν). При этом Перводвигателю следует быть единым и вечным. Круговое движение (греч. κυκλοφορία) Аристотель называет первичным и более совершенным, чем прямолинейное.

## Цитаты
- Незнание движения необходимо влечет за собой незнание природы — III, I, 200b15
- Время — мера движения — III, II, 221а
- Существует первичный неподвижный двигатель — VIII, V, 258b5
- Движение должно существовать всегда — VIII, V, 258b10
- Круговое движение первичнее прямолинейного — VIII, VIII, 265а15